# Lijst van wagens van FIAT
Een volledige lijst van wagens geproduceerd door de Italiaanse autofabrikant FIAT, sinds 1899. De lijst is gerangschikt op jaar en volgorde van distributie.

## 1899–1908
- 1899 Fiat 4 HP (ook bekend als Fiat 3 ½ CV)
- 1900 Fiat 6 HP
- 1901 Fiat 8 HP
- 1901 Fiat Campagnola A
- 1901 Fiat 10 HP
- 1901 Fiat 12 HP
- 1903 Fiat 24-32 HP
- 1903 Fiat 16-20 HP
- 1903 Fiat 16-24 HP
- 1903 Fiat 60 HP
- 1905 Fiat Brevetti
- 1907 Fiat 28-40 HP
- 1908 Fiat 35-45 HP
- 1908 Fiat 20-30 HP
- 1908 Fiat 1 Fiacre
- 1908 Fiat 50 HP

## 1909–1918
- 1909 Fiat Brevetti tipo 2 (ook bekend als FIAT 15-25 HP)
- 1910 Fiat Tipo 1 (ook bekend als FIAT 12-15 HP)
- 1910 Fiat Tipo 2 (ook bekend als FIAT 15-20 HP)
- 1910 Fiat Tipo 3 (ook bekend als FIAT 20-30 HP)
- 1910 Fiat Tipo 4 (ook bekend als FIAT 30-45 HP)
- 1910 Fiat Tipo 5 (ook bekend als FIAT 50-60 HP)
- 1910 Fiat Tipo 6 (ook bekend als FIAT 30-45 HP)
- 1912 Fiat Zero (ook bekend als FIAT 12-15 HP)
- 1912 Fiat Tipo 1 A (ook bekend als FIAT 12-15 HP)
- 1912 Fiat Tipo 2 B (ook bekend als FIAT 15-20 HP)
- 1912 Fiat Tipo 3 A
- 1912 Fiat Tipo 3 Ter
- 1915 Fiat 70

## 1919–1928
- 1919 Fiat 501
- 1919 Fiat 505
- 1919 Fiat 510
- 1920 Fiat 510 S
- 1920 Fiat 1T Taxi
- 1921 Fiat 520 Superfiat
- 1921 Fiat 501 S
- 1921 Fiat 501 SS
- 1922 Fiat 519
- 1922 Fiat 519 S
- 1923 Fiat 501 C
- 1923 Fiat 502
- 1925 Fiat 509
- 1925 Fiat 509 S
- 1926 Fiat 503
- 1926 Fiat 507
- 1926 Fiat 512
- 1927 Fiat 520
- 1928 Fiat 520 T
- 1928 Fiat 521
- 1928 Fiat 525

## 1929–1938
- 1929 Fiat 525 N
- 1929 Fiat 525 S
- 1929 Fiat 525 SS
- 1929 Fiat 514
- 1929 Fiat 514 S
- 1931 Fiat 522
- 1931 Fiat 524
- 1932 Fiat 508 Balilla
- 1933 Fiat 518
- 1933 Fiat 518 Ardita
- 1934 Fiat 527
- 1934 Fiat 508 S
- 1935 Fiat 1500
- 1937 Fiat 100-12
- 1937 Fiat 508 C Balilla 1100
- 1937 Fiat 500 Topolino
- 1938 Fiat 2800

## 1939–1948
- 1939 Fiat 250
- 1948 Fiat 1100 S Coupé
- 1948 Fiat 500

## 1949–1958
- 1949 Fiat 1500 E
- 1950 Fiat 1400
- 1952 Fiat 1900
- 1952 Fiat 8V
- 1953 Fiat 1100/103
- 1954 Fiat 1900 Diesel
- 1955 Fiat 1100 TV Spider
- 1955 Fiat 600
- 1955 Fiat 600 Multipla
- 1956 Fiat 600 D Multipla
- 1957 Fiat 1200 Spyder

## 1959-1968
- 1959 Fiat 1100
- 1959 Fiat 1200 Spider
- 1959 Fiat 1400 B
- 1959 Fiat 1500 S
- 1959 Fiat 1800
- 1959 Fiat 2100
- 1959 Fiat 2100 Coupé Vignale
- 1959 Fiat 750 Berlina Abarth
- 1959 Fiat Nuova 500 Sport
- 1960 Fiat 1500 Cabriolet
- 1960 Fiat 500 Giardiniera
- 1961 Fiat 2300 Berlina
- 1961 Fiat 2300 Coupé
- 1961 Fiat 2300 S Coupé
- 1961 Fiat 1300
- 1961 Fiat 1500
- 1963 Fiat 1600 Cabriolet
- 1963 Fiat 1600 S Coupé
- 1963 Fiat 2300 Berlina Speciale
- 1963 Fiat 600
- 1963 Fiat 600 D Multipla
- 1964 Fiat 850
- 1964 Fiat 850 Familiare
- 1964 Fiat 850T
- 1965 Fiat 850 Coupé
- 1965 Fiat 850 Spider
- 1966 Fiat 124 1200
- 1966 Fiat 124 Coupé 1400
- 1966 Fiat 124
- 1966 Fiat 124 Spider 1400
- 1966 Fiat 2300 B Familiare
- 1966 Fiat 1100 R
- 1966 Fiat Dino Spider
- 1967 Fiat 125
- 1967 Fiat 125 Special Berlina
- 1967 Fiat 1500 Cabriolet
- 1967 Fiat Dino Coupé
- 1968 Fiat 1500 L Berlina
- 1968 Fiat 850 Sport Coupé
- 1968 Fiat 850 Sport Spider
- 1968 Fiat 850 Super Berlina
- 1968 Fiat 124 1400
- 1968 Fiat 124 Special 1400

## 1969-1978
- 1969 Fiat 124 Coupé 1600
- 1969 Fiat 124 Spider 1600
- 1969 Fiat 128 Estate
- 1969 Fiat 128 Saloon
- 1969 Fiat 130 Saloon
- 1969 Fiat Dino Coupé 2400
- 1969 Fiat Dino Spider 2400
- 1971 Fiat 127
- 1971 Fiat 128 1100 SL Coupé
- 1971 Fiat 128 1300 SL Coupé
- 1971 Fiat 128 Rally
- 1971 Fiat 130 Coupé
- 1971 Fiat 130 Coupé Automatic
- 1972 Fiat 124 Special T 1400
- 1972 Fiat 124 Abarth Rally
- 1972 Fiat 124 Coupé 1800
- 1972 Fiat 124 Spider 1800
- 1972 Fiat 127 L
- 1972 Fiat 500 L
- 1972 Fiat 850 Familiare
- 1972 Fiat X1/9
- 1973 Fiat 126
- 1973 Fiat 132
- 1973 Fiat 124 Special 1600
- 1974 Fiat 124 Special T 1600
- 1974 Fiat 133
- 1975 Fiat 130 Opera
- 1975 Fiat Mirafiori 1600 CL
- 1976 Fiat 131 Abarth
- 1976 Fiat 132 1800 ES
- 1976 Fiat 370.12.26 Coach
- 1977 Fiat 132 2000 GLS
- 1977 Fiat Fiorino
- 1978 Fiat 128
- 1978 Fiat Ritmo
- 1978 Fiat Mirafiori Sport

## 1979–1988
- 1979 Fiat 124 Spider 2000
- 1979 Fiat 132 Diesel
- 1979 Fiat Campagnola
- 1979 Fiat Campagnola Lunga
- 1979 Fiat Mirafiori 1300 CL
- 1979 Fiat Supermirafiori
- 1980 Fiat Panda 30
- 1980 Fiat Panda 45
- 1980 Fiat Strada 75 CL
- 1980 Fiat Supermirafiori
- 1980 Fiat 126
- 1981 Fiat 131 Mirafiori 1300 L
- 1981 Fiat 131 Racing
- 1981 Fiat Strada Abarth 125 TC
- 1982 Fiat 127 1300 Sport
- 1982 Fiat Abarth Volumetrico 131
- 1982 Fiat Argenta
- 1982 Fiat Campagnola Diesel
- 1982 Fiat Strada 105 TC
- 1982 Fiat X1/9
- 1983 Fiat Regata
- 1983 Fiat Uno
- 1983 Fiat Panda 4X4
- 1984 Fiat Strada Abarth 130 TC
- 1984 Fiat Fiorino
- 1985 Fiat 127 Diesel Panorama
- 1985 Fiat 127 Panorama
- 1985 Fiat Argenta SX
- 1985 Fiat Uno Turbo ie
- 1986 Fiat Panda
- 1986 Fiat Croma
- 1986 Fiat Panda 1300D
- 1987 Fiat 126 BIS
- 1988 Fiat Tipo

## 1989-1998
- 1989 Fiat Croma Diesel
- 1990 Fiat Tempra
- 1991 Fiat Panda
- 1992 Fiat Cinquecento
- 1994 Fiat Punto
- 1994 Fiat Fiorino
- 1995 Fiat Barchetta
- 1995 Fiat Brava
- 1995 Fiat Bravo
- 1995 Fiat Cinquecento Sporting
- 1995 Fiat Coupé 16v Turbo
- 1995 Fiat Coupé 1.8 16v
- 1995 Fiat Ulysse
- 1996 Fiat Palio
- 1996 Fiat Coupé 2.0 20v
- 1996 Fiat Marea 1.4 12v
- 1998 Fiat Marea 155 20v
- 1998 Fiat Marea Weekend 155 20v
- 1998 Fiat Multipla
- 1998 Fiat Seicento

## 1999-2008
- 1999 Fiat Punto
- 2001 Fiat Doblo
- 2001 Fiat Stilo
- 2002 Fiat Albea
- 2002 Fiat Ulysse
- 2003 Fiat Idea
- 2003 Fiat Panda
- 2003 Fiat Punto
- 2004 Fiat Panda 4x4
- 2005 Fiat Panda Alessi
- 2005 Fiat Panda Cross
- 2005 Fiat Croma
- 2005 Fiat Sedici
- 2005 Fiat Grande Punto
- 2006 Fiat Panda 100HP
- 2007 Fiat Linea
- 2007 Fiat Bravo
- 2007 Fiat 500
- 2007 Fiat 500 Abarth
- 2008 Fiat 500 Abarth Assetto Corse
- 2008 Fiat Fiorino Qubo

## 2009-2018
- 2009 Abarth 695 "Tributo Ferrari"
- 2009 Fiat 500C
- 2009 Fiat Punto Evo
- 2009 Abarth 695 Competizione
- 2011 Fiat Panda
- 2011 Fiat Freemont
- 2011 Fiat Panda 4x4
- 2011 Fiat 500 Gucci
- 2012 Fiat Panda 4x4 Steyr
- 2012 Fiat Viaggio
- 2012 Abarth 695 "Tributo Maserati"
- 2012 Fiat 500L
- 2013 Fiat Ottimo
- 2013 Fiat Panda 4x4 Antarctica
- 2014 Fiat Panda Cross
- 2014 Fiat 500X
- 2014 Fiat Ducato
- 2015 Fiat Doblò
- 2015 Fiat Tipo
- 2015 Fiat 124 Spider
- 2016 Fiat Toro
- 2016 Fiat Mobi
- 2017 Fiat Argo
- 2018 Fiat Cronos

## 2019-
- 2020 Fiat 500e
- 2021 Fiat Pulse
- 2023 Fiat Topolino
- 2023 Fiat_600_(2023)